# Alpesi tarajosgőte
Az alpesi tarajosgőte (Triturus carnifex) a kétéltűek (Amphibia) osztályának farkos kétéltűek (Caudata) rendjébe, ezen belül a szalamandrafélék (Salamandridae) családjába tartozó faj. Korábban a közönséges tarajosgőte (Triturus cristatus) alfajaként tartották számon.

## Előfordulása

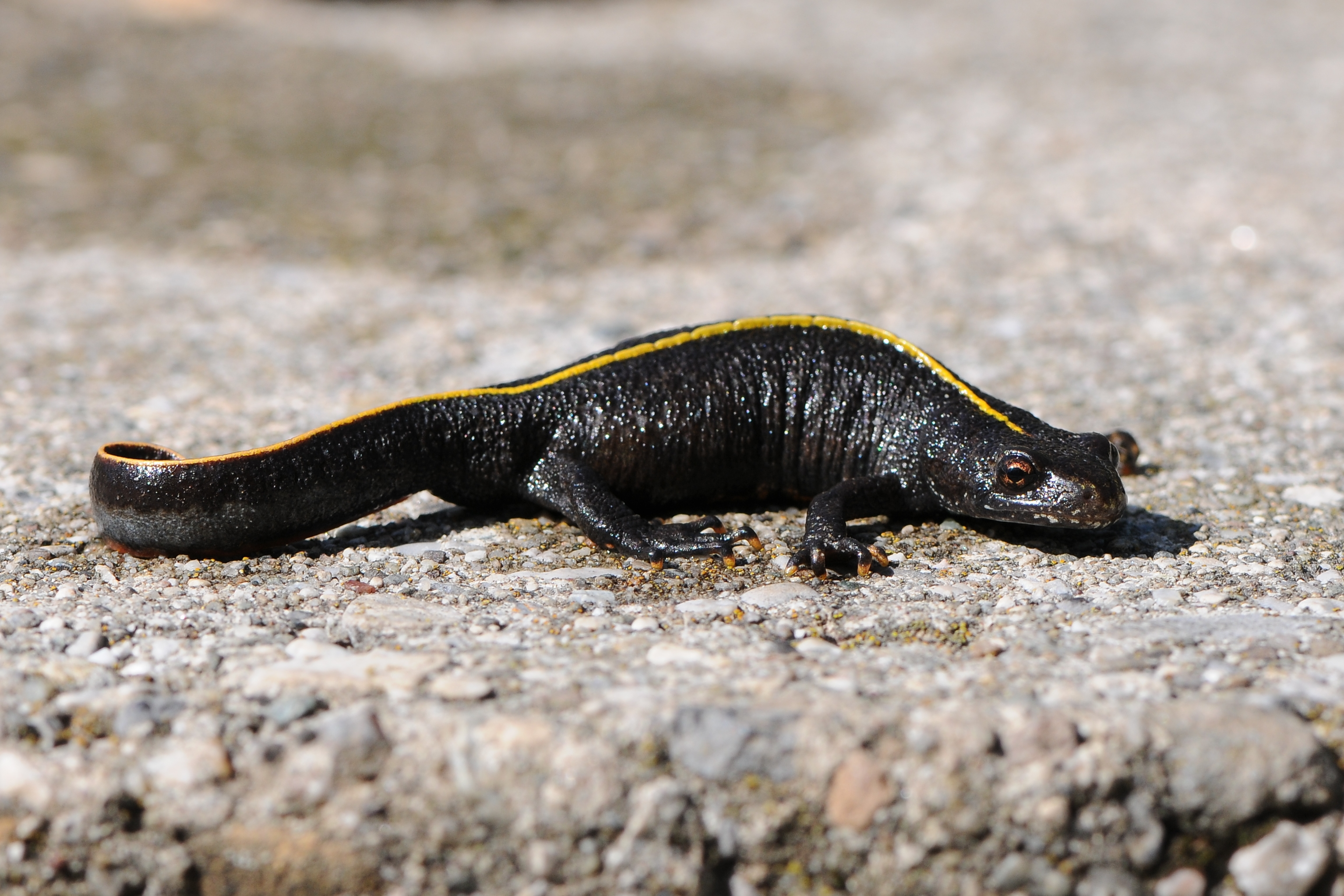
Egy fiatal példány

Csak Európában őshonos faj. Magyarországon csak az Alpokalján található meg. A Balkán-félszigeten is előfordul. Akárcsak minden hazai hüllő- és kétéltű, védelem alatt áll, természetvédelmi értéke 50 000 Ft. A legritkább hazai kétéltű fajunk.

## Megjelenése
Külseje nagyban hasonlít a közönséges tarajosgőtére (Triturus cristatus). Hossza 16–18 centiméter. A hím jellegzetes megszakítás nélküli háttarajt visel, mely csak a farok vége felé keskenyedik el egy kissé. Teste fekete színű, nyugalmi időben a háton végighúzódó élénk színű sárgászöld csíkkal. A hasa szintén fekete, néhány narancssárga színű folttal. A lábujjakon sötét gyűrűk láthatóak.